# Urera altissima
Urera altissima är en nässelväxtart som beskrevs av Miguel Lillo. Urera altissima ingår i släktet Urera och familjen nässelväxter. Inga underarter finns listade i Catalogue of Life.